# ديتر فايرش
ديتر فايرش (بالألمانية: Dieter Weirich)‏ (31 ديسمبر 1944) بزولتسباخ هو صحفي ومدير سابق لإذاعة صوت ألمانيا من 1 ديسمبر 1989 إلى غاية 1 أبريل 2001 خلفا للدكتور هاينس فيلهاور، اشتغل في بداية حياته كمحرر في جريدة ألمانية وقد اشتهر كناشر ومؤلف للكتب والنشرات الاختصاصية في مشاكل الإعلام وتقنيات المعلومات الحديثة كما كان الناطق الإعلامي السياسي لكتلة حزب الاتحاد الديموقراطي المسيحي الاجتماعي في مجلس النواب الاتحادي، ومن عام 1974 إلى غاية 1980 عضو في إذاعة.

## مواقع إلكترونية
- Dieter Weirich, Intendant der Deutschen Welle, wirft das Handtuch (بالألمانية)

## روابط خارجية
- ديتر فايرش على موقع مونزينجر (الألمانية)